# Pocillopora mauritiana
Pocillopora mauritiana is een rifkoralensoort uit de familie van de Pocilloporidae. De wetenschappelijke naam van de soort is voor het eerst geldig gepubliceerd door Friedrich Brüggemann.